# Märgstrålar
Märgstrålar är skivlika eller bandlika, vertikalt stående bildningar av tunnväggiga parenkymceller som utgår från märgen ("primära" märgstrålar) mellan kärlsträngarna och övergår i den primära barken. Märgstrålar som bildas inom kärlsträngarna kallas "sekundära".
Märgstrålarna medger transport mellan stammens inre och yttre delar. Märgstrålarnas tjocklek är mycket olika på olika trädarter. Hos bok och ek finnas två sorters märgstrålar, dels mycket breda, tydligt synliga för blotta ögat, dels mera smala. På ett radialt längdsnitt av en bokstam framträder märgstrålarna som glänsande brunaktiga band.
Genom ombildning av märgstrålarna hos en del växter uppkommer nya ämnen, till exempel gummi.

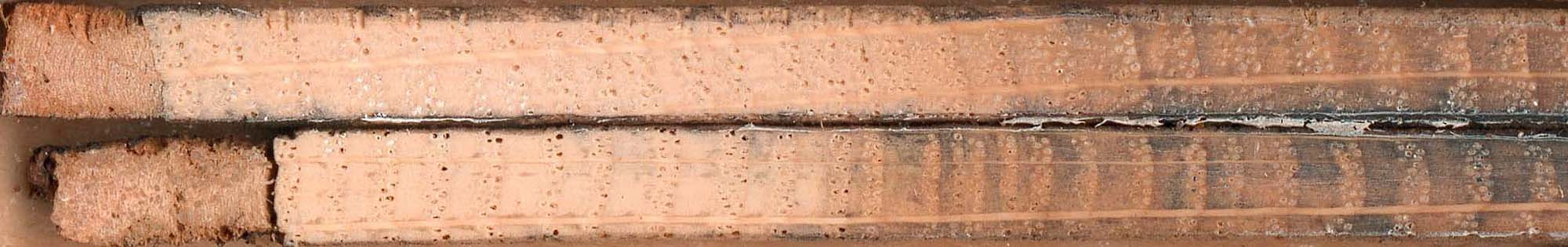
Årsringar i ek. Dessa prov är tagna på sommaren. Lägg märke till ekens karaktäristiska Märgstrålar. (Bildens höjd är i verkligheten 10 mm).